# 2006年11月广东

## 11月24日
- 2006年广东国际旅游文化节在广州天河体育中心开幕。新浪网

## 11月17日
- 汕尾市东洲村再次发生警民冲突，八官员被村民扣押。BBC中文网（页面存档备份，存于）

## 11月15日
- 東莞市虎門鎮新灣漁港軍事管理區一個小型油庫在凌晨發生爆炸，1人死亡，3000多人疏散。無線晨早新聞（页面存档备份，存于）、明報

## 11月12日
- 中国国家邮政局在中山大学举行《孙中山诞生140周年》纪念邮票的首发式。新华网

## 11月6日
- “纪念孙中山先生诞辰140周年学术讨论会”在孙中山的故乡中山市举行，该讨论会由中国社会科学院、中国孙中山研究会、广东省社会科学院、中山市人民政府联合主办。新华网

## 11月4日
- 第四届全国（广州）性文化节在广州开幕。新华网

## 按月存档的广东新闻动态
- 2006年：3月、4月、5月、6月、7月、8月、9月、10月、11月、12月
- 2007年：1月、2月
- 2008年
- 2009年：8月